# Herma Sandtner
Herma Elisabeth Sandtner, de son vrai nom Hermine Elisabeth Sedivy (née le 4 janvier 1926 en Autriche, morte le 23 août 2016 à Vienne) est une monteuse autrichienne.

## Biographie
Hermione Sedivy arrive dans le cinéma peu après la fin de la Seconde Guerre mondiale et suit une formation de monteuse. Elle est monteuse principale pour la première fois pour le film Monte Miracolo (de) sorti en 1948. Elle épouse le directeur de la photographie Rudolf Sandtner. Elle fait la version finale d'un bon nombre de productions populaires de Sascha-Film. Elle met fin à sa carrière en 1962.

## Filmographie
- 1948 : Monte Miracolo (de)
- 1949 : Vagabunden
- 1949 : Prämien auf den Tod
- 1951 : Der schweigende Mund
- 1952 : Praterherzen
- 1953 : Hab' ich nur Deine Liebe (de)
- 1954 : Bruder Martin (de)
- 1955 : Du bist die Richtige (de)
- 1955 : Ihr erstes Rendezvous (de)
- 1955 : Dunja
- 1955 : Mayerling - le dernier amour du fils de Sissi
- 1956 : Lügen haben hübsche Beine
- 1956 : Kaiserjäger
- 1957 : Die unentschuldigte Stunde
- 1957 : Die Heilige und ihr Narr (de)
- 1957 : Wien, du Stadt meiner Träume
- 1958 : Hoch klingt der Radetzkymarsch
- 1958 : Der Priester und das Mädchen
- 1959 : Zwölf Mädchen und ein Mann (de)
- 1959 : Gitarren klingen leise durch die Nacht
- 1960 : Meine Nichte tut das nicht
- 1960 : Mit Himbeergeist geht alles besser
- 1961 : Saison in Salzburg
- 1962 : Waldrausch